# Festival! Newport Folk Festival 1963-1966
Festival! Newport Folk Festival 1963–1966 (Originaltitel: Festival) ist ein US-amerikanischer Dokumentarfilm aus dem Jahr 1967.

## Handlung
Der Film dokumentiert das Newport Folk Festival, das jährlich in Newport in Rhode Island veranstaltet wird. Das Augenmerk liegt dabei auf den Jahren 1963 bis 1965. Um das Besondere dieses Events zu erklären, werden neben Aufnahmen der Songs auch Interviews mit den Interpreten und den Fans gezeigt.

## Kritik
Bosley Crowther von der New York Times befand, dass das Festival effektiv dargestellt werde. Allerdings sei es ärgerlich, dass für die Zuschauer, die nicht so vertraut mit Folk seien, die Interpreten nicht klar zu identifizieren seien.
Roger Ebert von der Chicago Sun-Times bezeichnet den Film als herrlich unterhaltend.

## Auszeichnungen
1968 wurde der Film in der Kategorie Bester Dokumentarfilm für den Oscar nominiert.

## Hintergrund
Der Film wurde am 23. Oktober 1967 in New York uraufgeführt.
Als Interpreten traten auf: Joan Baez, Theodore Bikel, Mike Bloomfield, Paul Butterfield, Johnny Cash, Judy Collins, Donovan, Bob Dylan, Mimi Fariña, Richard Fariña, Fannie Lou Hamer, Son House, Mississippi John Hurt, John Koerner, Spokes Mashiyane, Fred McDowell, Brownie McGhee, Clayton McMichen, Sonny Terry, Odetta Holmes, Peter, Paul and Mary, Eck Robertson, Buffy Sainte-Marie, Pete Seeger und Chester „Howlin’ Wolf“ Burnett.